# جعل صيفي
جُعَل صيفيّ خنفساء من الجعليات تطول نحو 16 مم. ثوبها حنطي تعلوه ماجة بنية. زباناها عشارية الفواصل. أضرارها كحشرة كاملة لا قيمة ل. أما اليرقة فهي كالدودة البيضاء لكنها أصغر حجماً وأقصر عمراً تعيش في الحقول والمراعي والكرم تلتهم ما استطاعت من جذور.